# Земля потерпає (телесеріал)
Земля потерпає (англ. Earth Abides) — американський постапокаліптичний науково-фантастичний драматичний мінісеріал, створений Тоддом Комарніцкі, з Александром Людвігом і Джесікою Френсіс Дюкс у головних ролях Він заснований на однойменному романі Джорджа Р. Стюарта. Прем'єра серіалу відбулася 1 грудня 2024 року на MGM+ у США та Stan в Австралії.

## Акторський склад
- Александер Людвіг — Іш
- Джесіка Френсіс Дюкс[en] в ролі Емми
- Аарон Твейт[en] — Чарлі
- Родріго Фернандес-Стол[en] у ролі Хорхе
- Еліз Левек — Морін
- Луїза Д'Олівейра[en] в ролі Моллі
- Біркет Тертон — Езра
- Гіларі Маккормак у ролі Джин
- Дженна Берман в ролі Еві

## Епізоди
| № серії | Назва серії                    | Режисер(и)        | Teleplay by             | Оригінальна дата виходу |
| ------- | ------------------------------ | ----------------- | ----------------------- | ----------------------- |
| 1       | «Alone»                        | Бронвен Г'юз      | Тодд Комарніцкі         | 1 грудня 2024           |
| 2       | «The Space Between»            | Бронвен Г'юз      | Карен Яншен             | 8 грудня 2024           |
| 3       | «World Without End»            | Рейчел Лейтерман  | Тоні Спірідакіс         | 15 грудня 2024          |
| 4       | «Predators»                    | Рейчел Лейтерман  | Івен Харт і Кайл Стівен | 22 грудня 2024          |
| 5       | «The Return»                   | Стівен Кампанеллі | Карен Яншен             | 22 грудня 2024          |
| 6       | «Forever is Tomorrow is Today» | Стівен Кампанеллі | Тодд Комарніцкі         | 29 грудня 2024          |

## Виробництво
У березні 2024 року було оголошено, що MGM+ дала зелене світло на екранізацію роману Стюарта як обмежений серіал із шести епізодів, де Людвіг зіграє роль Іша. У квітні того ж року було оголошено, що Дюкс буде обрана на головну жіночу роль. У червні того ж року було оголошено, що кілька інших акторів, включаючи Аарона Твейта, були відібрані до акторського складу серіалу.